# Árskógssandur
Árskógssandur em Dalvíkurbyggð é uma pequena aldeia a mais ou menos 30 km de Akureyri. Com uma população de cerca de 107 habitantes em 2019.
De lá você terá cruzeiros regulares de balsa para a Ilha Hrísey. Três empresas operam em Árskógsandur: Bruggsmiðjan (que produz a cerveja Kalda) e duas plantas de processamento de peixes.